# 11 iunie
ianuarie • februarie • martie  • aprilie  • mai  • iunie  • iulie  • august  • septembrie  • octombrie  • noiembrie  • decembrie
11 iunie este a 162-a zi a calendarului gregorian și ziua a 163-a în anii bisecți. Mai sunt 203 zile până la sfârșitul anului.

## Evenimente

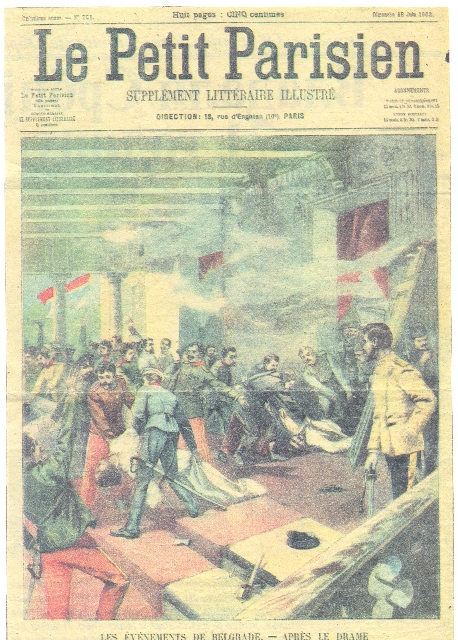
Asasinarea regelui Alexandru I al Serbiei și a reginei Draga

- 1184 î.Hr.: Războiul troian - Potrivit calculelor lui Eratostene, Troia este arsă.
- 1509: Căsătoria regelui Henric al VIII-lea al Angliei cu Ecaterina de Aragon, prima dintre soțiile sale.
- 1770: Exploratorul englez, James Cook, a descoperit Marea Barieră de Corali din largul coastei australiene,
- 1788: Exploratorul rus Gherasim Izmailov, ajunge în Alaska,
- 1848: Începutul revoluției pașoptiste în București. Domnitorul Gheorghe Bibescu este silit să semneze „Constituția" (proclamația și programul de la Islaz) și să recunoască guvernul revoluționar provizoriu,
- 1903: Regele Serbiei Alexandru I și regina Draga sunt asasinați de membri ai grupării panslaviste Mâna Neagră, care urmăreau îndepărtarea Serbiei de sub influența vestică, în folosul Rusiei. Deoarece ofițerii implicați în atentat făceau parte din Regimentul 6 Infanterie, care purta numele "Regimentul Regele Carol al României", Carol I al României a telegrafiat la Belgrad anunțând că renunță la patronajul onomastic asupra regimentului respectiv.
- 1941: Al Doilea Război Mondial: Acordurile româno-germane de la München și Berchtesgaden. România se angajează să participe la războiul antibolșevic, alături de Germania.

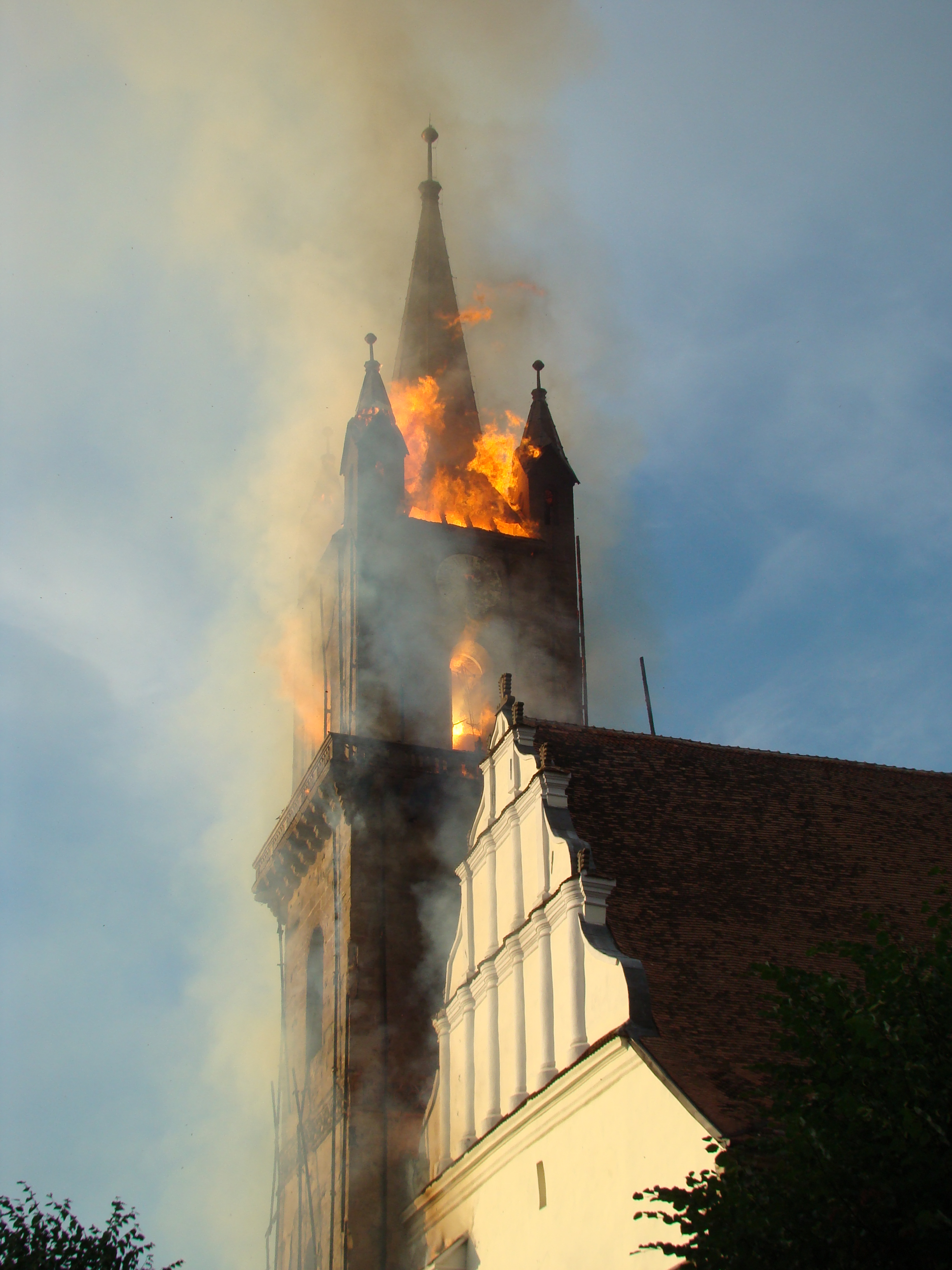
Incendiul Bisericii Evanghelice din Bistrița

- 1948: Marea Adunare Națională votează Legea privind naționalizarea principalelor întreprinderi industriale, miniere, bancare, de asigurări și de transport (Legea nr.119).
- 1955: 84 de morți și cel puțin 120 de răniți într-un accident pe circuitul Le Mans, cel mai grav accident din istoria curselor auto. Un Mercedes pilotat de francezul Pierre Levegh s-a lovit de Austinul britanicului Lance Macklin, s-a răsucit în aer și a explodat.
- 1978: Virginia Ruzici, jucătoare de tenis de câmp, cucerește titlul de campioană la Roland Garros, fiind prima româncă laureată atât la simplu, cât și la dublu, alături de jucătoarea iugoslavă Mima Jaušovec.
- 1985: Un ou Fabergé a fost vândut pentru £1.375.000 la New York, Statele Unite.
- 1992: S-a desfășurat primul Târg Internațional de Carte „Bookarest" organizat la București în perioada 11-14 iunie 1992.
- 2004: Au loc funeraliile lui Ronald Reagan la Washington National Cathedral.
- 2005: Jurnalista franceză Florence Aubenas și însoțitorul ei, ghidul irakian Hussein Hanoun, au fost eliberați după 157 de zile de captivitate în Irak.
- 2008: Un incendiu a distrus Biserica Evanghelică din Bistrița, monument reprezentativ pentru tranziția de la stilul gotic la cel renascentist în Transilvania.

## Nașteri
- 1456: Anne Neville, soția regelui Richard al III-lea al Angliei (d. 1485)
- 1776: John Constable, pictor englez (d. 1837)
- 1838: Marià Fortuny, pictor catalan din Spania (d. 1874)
- 1857: Antoni Grabowski, inginer chimist polonez (d. 1921)
- 1864: Richard Strauss, compozitor și dirijor german (d. 1949)
- 1888: Bartolomeo Vanzetti, anarhist american de origine italiană (d. 1927)
- 1910: Jacques-Yves Cousteau, oceanolog francez (d. 1997)
- 1922: Michael Cacoyannis, regizor cipriot grec (d. 2011)
- 1922: Erving Goffman, sociolog american (d. 1982)
- 1925: Jean-Pierre Chabrol, scriitor și actor francez (d. 2001)
- 1926: Victor Moldovan, actor român (d. 2007)
- 1930: Mihail Șerban, biochimist român (d. 2004)
- 1936: Ioan Șișeștean, episcop român (d. 2011)
- 1939: Petru Ciubotaru, actor român (d. 2019)
- 1941: Margit Ács, critic de artă, romancieră, nuvelistă  maghiară
- 1943: Grigore Arbore (Grigore Popescu), poet, eseist, critic de artă român
- 1946: Paul Lynch, regizor de film și de televiziune englezo-canadian
- 1946: Viorel Pupeză, politician român
- 1947: Richard Palmer-James, chitarist britanic (King Crimson și Supertramp)
- 1953: Aurora Leonte, actriță română de teatru și film
- 1954: Alexander Bălănescu, violonist și compozitor israelian-britanic, originar din România
- 1955: Mariana Buruiană, actriță română de teatru și film
- 1957: Liviu Papadima, prozator și critic literar român
- 1958: Hugo Sánchez, fotbalist mexican
- 1959: Hugh Laurie, actor, scriitor și muzician englez
- 1960: Mehmet Öz, medic cardiolog, autor, și prezentator de televiziune turco-american
- 1962: Mihai Stănișoară, politician român
- 1966: Marius Stănescu, actor român de teatru și film
- 1968: Alois, Principe Ereditar al Liechtensteinului
- 1976: Milorad Bukvić, fotbalist sârb
- 1978: Cristian Balint, actor român
- 1979: Saša Bjelanović, fotbalist croat
- 1986: Shia LaBeouf, actor, regizor, scenarist și comedian american
- 1990: Christophe Lemaitre, atlet francez
- 1992: Julian Alaphilippe, ciclist francez

## Decese
- 1488: Regele Iacob al III-lea al Scoției
- 1557: Regele Ioan al III-lea al Portugaliei (n. 1502)
- 1712: Louis Joseph de Bourbon, duce de Vendôme, mareșal al Franței (n. 1654)
- 1727: Regele George I al Marii Britanii (n. 1668)
- 1847: John Franklin, explorator și căpitan englez (n. 1786)
- 1859: Metternich, politician austriac (n. 1773)
- 1903: Alexandru I al Serbiei (n. 1876)
- 1914: Adolphus Frederic al V-lea, Mare Duce de Mecklenburg (n. 1848)
- 1935: Endre Aczél, (Ármin Adler) scriitor, jurnalist și redactor maghiar (n. 1865)
- 1952: Jules Adler, pictor francez (n. 1865)
- 1956: Corrado Alvaro, poet, prozator, memorialist și jurnalist italian (n. 1895)
- 1974: Julius Evola, filosof italian (n. 1898)
- 1978: Nicolae Veniaș, actor român (n. 1902)
- 1979: Jean-Louis Bory, scriitor, jurnalist și critic de film francez, câștigător al Premiului Goncourt în 1945 (n. 1919)
- 1979: John Wayne, actor american (n. 1907)
- 1982: Anatoli Solonițîn, actor sovietic (n. 1934)
- 1996: Brigitte Helm, actriță germană (n. 1906)
- 2012: Teófilo Stevenson, boxer amator cubanez (n. 1952)
- 2013: Robert Fogel, economist american, laureat Nobel (n. 1926)
- 2020: Emmanuel Issoze-Ngondet, politician gabonez, prim-ministru în perioada 2016-2019 (n. 1961)
- 2024: Françoise Hardy, cântăreață și actriță franceză  (n. 1944)

## Sărbători
- Sf. Apostoli Bartolomeu și Barnaba (Calendar ortodox)